# Downing Street

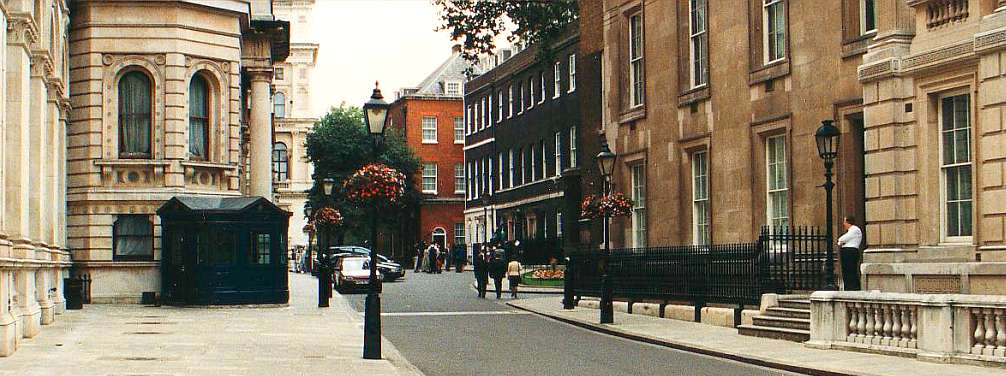
Downing Street

Downing Street è una famosa via del centro di Londra in cui si trovano gli edifici che sono, da oltre due secoli, le residenze ufficiali di due dei membri più importanti del sistema politico del Regno Unito: il Primo Lord della Tesoreria (un incarico tenuto dal Primo Ministro del Regno Unito) ed il Secondo Lord della Tesoreria (retto dal Cancelliere dello Scacchiere).
L'indirizzo più importante di Downing Street è il numero 10, residenza ufficiale del Primo Lord della Tesoreria, cioè del Primo Ministro, dal momento che - al giorno d'oggi - le due cariche sono rivestite dalla stessa persona. Di conseguenza, le espressioni "Downing Street" o "Numero 10" sono spesso usate per indicare il Governo britannico, il Primo Ministro o la sede del suo ufficio. Analogamente, "Numero 11" indica il Cancelliere dello Scacchiere o la sua sede.
Downing Street è situata lungo la Whitehall, nel centro di Londra, non molto lontano dal palazzo di Westminster, dove ha sede il Parlamento, e da Trafalgar Square. Confina con la Horse Guards Parade e St. James's Park. 
Downing Street è intitolata a Sir George Downing, un soldato e diplomatico che prestò servizio sotto il governo di Oliver Cromwell e sotto il regno di Carlo II d'Inghilterra.
Il Primo Ministro, il Cancelliere dello Scacchiere e il Capo Whip vivono in case tutte su un solo lato della via.
Le case sull'altro lato della strada, durante il XIX secolo, sono state rimpiazzate dalla imponente struttura che ospita il Foreign Office, il ministero degli esteri del Regno Unito.

## Chi vive e dove
Le varie residenze di Downing Street non sono sempre state occupate dai detentori delle stesse cariche. I vari ministri hanno spesso utilizzato gli appartamenti che ritenevano più adatti a soddisfare le loro esigenze, senza dare eccessiva importanza alla sede formale.
Qualche volta l'appartamento al numero 11 non è stato occupato dal Cancelliere dello Scacchiere ma dal Vice Primo Ministro; altre volte i ministri hanno usato i loro appartamenti di Downing Street solo per le occasioni formali.
Dopo le elezioni generali del 1997 che hanno portato al governo il Partito Laburista, il Primo Ministro, Tony Blair, e il Cancelliere dello Scacchiere, Gordon Brown, si sono scambiati gli appartamenti.
Blair, sposato e con tre figli, si è trasferito dall'appartamento al numero 10 a quello più grande al numero 11 di Downing Street, mentre il numero 10 è stato occupato da Brown, il quale, non avendo famiglia, non aveva particolari esigenze di spazio (dieci anni dopo lo stesso Brown sostituì Blair come capo del Governo).

## Cancelli di Downing Street
Nel 1989 agli ingressi di Downing Street sono stati eretti dei grandi ed imponenti cancelli d'acciaio per difendere il Primo Ministro, all'epoca Margaret Thatcher, dal rischio di attacchi terroristici, in particolare da parte della Provisional IRA; un tentativo di attentato ad opera dell'organizzazione indipendentista nordirlandese avvenne effettivamente nel 1991, quando alla Thatcher era subentrato John Major.
In precedenza era sempre stato presente un presidio di polizia nella strada, che però era di entità minima, con solamente alcuni agenti in servizio. Fino al 1989 chiunque poteva entrare in Downing Street e, molto spesso, la via era utilizzata dai passanti come scorciatoia per il vicino St. James's Park.
Nel 2003 i cancelli sono stati sottoposti a lavori per rafforzarne le fondazioni.